# شهرستان جیلا (آریزونا)

شهرستان جیلا یکی از شهرستان‌های مرکزی آریزونا است. جمعیتی معادل ۵۳٫۵۹۷ (بر طبق آمارهای سال ۲۰۱۰) داشته و مساحتش بر طبق اطلاعات سال ۲۰۰۰، حدود ۱۲٫۴۲۰٫۹ کیلومترمربع است.
این شهرستان در ۸ فوریه ۱۸۸۱ تشکیل شد.

## پیوند
- وب‌گاه رسمی